# Vincentas Sladkevičius
Vincentas Sladkevičius M.I.C. (Žasliai, 20 augustus 1920 - Kaunas, 28 mei 2000) was een Litouws geestelijke en een kardinaal van de Rooms-Katholieke Kerk.
Sladkevičius studeerde aan het seminarie van Kaunas. Hij werd op 25 maart 1944 tot priester gewijd, waarna hij ruim 10 jaar werkzaam was in het bisdom Kaunas.
Op 14 november 1957 werd Sladkevičius benoemd tot hulpbisschop van Kaišiadorys en titulair bisschop van Abora. Zijn bisschopswijding vond plaats op 25 december 1957 door de toenmalige bisschop van Kaišiadorys, Teofilius Matulionis. Na het overlijden van Matulionis, op 20 augustus 1962, werd door de wereldlijke autoriteiten aan Sladkevičius de uitoefening van zijn ambt ontzegd. Hij werd tevens onder huisarrest geplaatst, wat duurde tot 1982.
Op 15 juli 1982 werd Sladkevičius benoemd tot apostolisch administrator van Kaišiadorys. Van 1988 tot 1993 was hij tevens voorzitter van de bisschoppenconferentie van Litouwen.
Tijdens het consistorie van 28 juni 1988 werd Sladkevičius door paus Johannes Paulus II kardinaal gecreëerd, met de  rang van kardinaal-priester. Zijn titelkerk werd de Spirito Santo alla Ferratella. Hij was de tweede persoon afkomstig uit Litouwen die kardinaal werd, en de eerste na de creatie van Jerzy Radziwill, bisschop van Vilnius, in 1583.
Op 10 maart 1989 werd Sladkevičius benoemd tot aartsbisschop van Kaunas. Hij ging op 4 mei 1996 met emeritaat.
- Gemeinsame Normdatei: 1033291692
- International Standard Name Identifier: 0000 0001 1404 3704
- Library of Congress Control Number: no2002079312
- Virtual International Authority File: 166808791
- WorldCat: E39PBJcKHtThvJwXFff4r38jYP